# Шевляков Юрій Андрійович
Юрій Андрійович Шевляков (нар. 7 серпня 1921, Партизани (нині Новопавлівка), Бердянський повіт, Запорізька губернія — 2004) — радянський і український вчений; доктор технічних наук, професор.
Автор ряду наукових праць і винаходів. Область наукових інтересів — механіка твердого тіла, що деформується; міцність і стійкість оболонок з отворами на поверхні; теорії парашута, використовувані при розробці аерокосмічних апаратів.

## Біографія
Народився 7 серпня 1921 року в селі Партизани (нині Новопавлівка) Запорізької області, Української СРСР.

### Освіта
У 1938 році вступив на механіко-математичний факультет Дніпропетровського державного університету (нині Дніпровський національний університет імені Олеся Гончара), який закінчив тільки в 1945 році із-за Великої Вітчизняної війни, учасником якої в 1941—1943 роках він був і був поранений. Після закінчення університету навчався в аспірантурі і в 1948 році захистив кандидатську дисертацію. Докторську дисертацію на тему «Деякі завдання статики пологих оболонок і пластин» захистив в Інституті механіки Академії наук Української СРСР в 1956 році.

### Діяльність
У Другій світовій війні брав участь з 1941 року. З червня по вересень цього ж року — курсант артилерійського училища в місті Суми. З вересня 1941 по листопад 1942 року перебував на тимчасово окупованих територіях. У 1942—1944 роках служив офіцером 4-го танкового корпусу 4-го Українського фронту. Під час одного з боїв був тяжко поранений в обидві ноги, в плече і бік. Після тривалого лікування в госпіталі, в 1943 році був демобілізований.
Після захисту докторської дисертації, в 1956—1967 роках Юрій Шевляков працював завідувачем кафедрою теоретичної механіки Дніпропетровського державного університету.
У 1968—1970 роках — ректор Донецького державного університету (нині Донецький національний університет), завідувач кафедри теоретичної та прикладної механіки.
У 1971—1993 роках працював в Сімферопольському державному університеті імені М. В. Фрунзе (нині Таврійський національний університет імені В. І. Вернадського), завідувач кафедри прикладної математики (в 1979—1989 роках — проректор з наукової роботи).
З 1979 року Юрій Андрійович одночасно був керівником Проблемної науково-дослідної лабораторії дослідження хвильових процесів в неоднорідних середовищах (з 1994 року — Науково-дослідний інститут проблем геодинаміки).
Займався також громадською діяльністю — був членом експертної ради з механіки Міністерства освіти і науки України та відповідальним редактором заснованого ним наукового збірника «Динамічні системи».
Помер в 2004 році.

## Заслуги
- Нагороджений орденом Червоної Зірки, двома орденами Вітчизняної війни і медалями.
- Отримав звання «Заслуженого діяча науки і техніки України».
- Удостоєний стипендії Президента України.